# Christian Zippel (Autor)

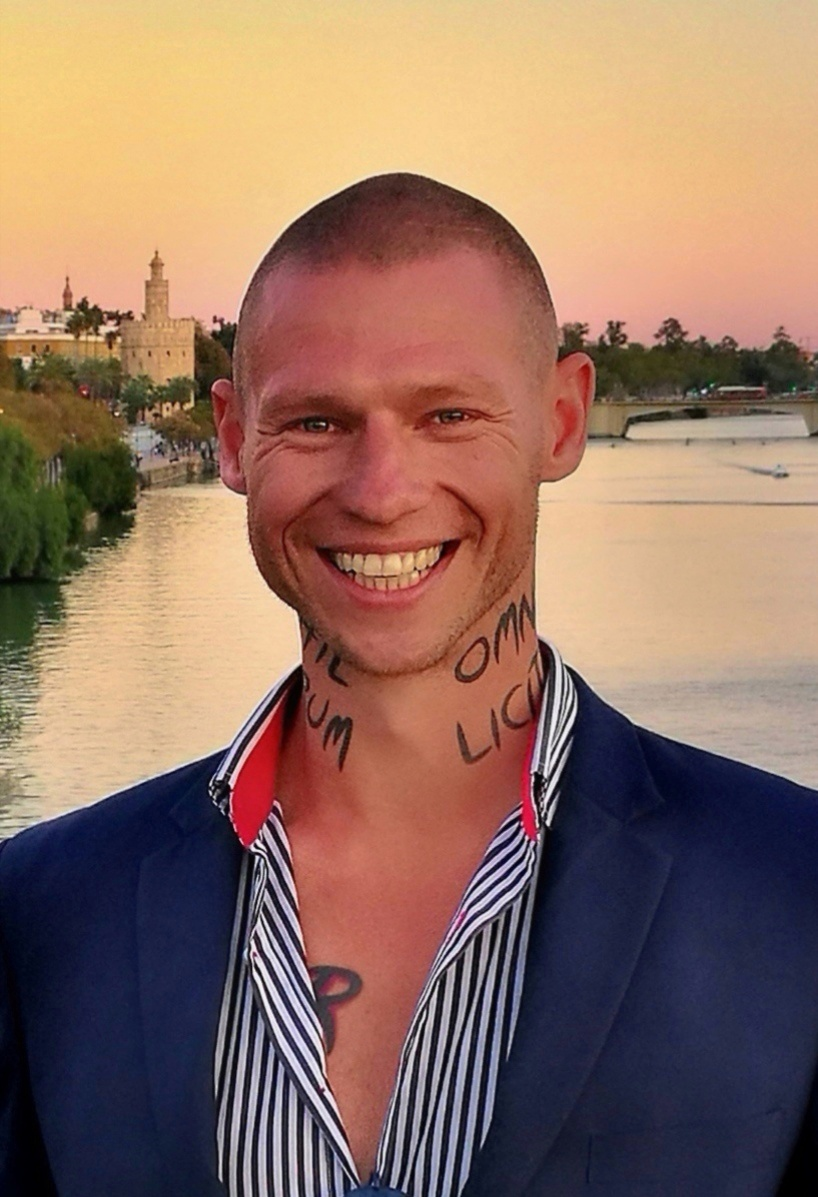
Christian Zippel (2019)

Christian Zippel (* 27. Dezember 1984 in Schongau) ist ein deutscher Trainingstheoretiker und Lifecoach. Bekannt wurde er durch zahlreiche Ratgeberbücher, in denen er Fitness und Philosophie verbindet.

## Leben
Zippel ist in Bayern geboren, als Sohn eines Mitarbeiters der Luftwaffe jedoch als Drittkulturkind an verschiedenen Horsten von Sardinien bis zur Lüneburger Heide aufgewachsen. Nach Abitur in Hermannsburg studierte er Philosophie an der Hochschule für Philosophie München. Nach acht Semestern schloss er das Studium magna cum laude ab. 2012 folgte die Promotion bei Harald Lesch mit der Dissertation Rosenrot. Die Welt der Farben aus physikalischer, biologischer, psychologischer und philosophischer Sicht. Benotet wurde sie mit 1,6. 2009 erhielt er die Klinggräff-Medaille.

## Werke
- HET – Hocheffizient trainieren: Mehr Fitness in weniger Zeit. Mit Bodyweight-, Ring- und Intervalltraining. Riva Verlag 2018. ISBN 978-3-7423-0575-6
- Langhantel Basics: Ist sie zu schwer, bist du zu schwach. Gräfe und Unzer Verlag 2017. ISBN 3-8338-5856-7
- Natural Doping: Potenz, Fitness und Gesundheit durch hormonaktive Superfoods. Riva Verlag 2016. ISBN 3-7423-0175-6
- Animal Moves: Tierisch fit mit intensivem Ganzkörpertraining. Gräfe und Unzer Verlag 2016. ISBN 3-8338-5462-6
- Body Basics – In 5 Schritten zu mehr Körperbeherrschung. Komplett-Media Verlag 2015. ISBN 3-8312-0411-X
- 80/20-Fitness: Wenig investieren, viel erreichen. Das Training für alle, die das Leben genießen und trotzdem fit sein wollen. Riva Verlag 2014. ISBN 3-86883-270-X
- Existiert der Mond, wenn keiner hinschaut? Über die Illusion der Objektivität und warum die Welt untrennbar mit uns verbunden ist. disserta Verlag 2014. ISBN 3-95425-784-X
- Schön & Stark. Wenn der Geist seinen Körper erschafft. FaszinationFitness Verlag 2014. ISBN 3-8312-0405-5
- Leider geil, fett und faul – Warum uns der Körper auf den Geist geht und wie wir den Schweinehund zum Schoßhund machen. Verlag Komplett-Media 2013. ISBN 978-3-8312-0400-7
- rosenrot – oder die Illusion der Wirklichkeit. Komplett-Media Verlag 2013. ISBN 3-8312-0395-4
- HFT – Hochfrequenztraining & Auto-Regulation: Das kybernetische Trainingssystem für beschleunigten Muskelaufbau, deutlichen Kraftzuwachs, rapiden Fettverlust. Novagenics Verlag 2011. ISBN 3-929002-49-3
- Der Wille zur Kraft: Die 10 Gebote kompromissloser Leistungssteigerung in Bodybuilding & Kraftsport. Novagenics Verlag 2010. ISBN 3-929002-45-0